# Парламентские выборы в Турецкой Республике Северного Кипра (2022)
23 января 2022 года на Северном Кипре состоялись внеочередные выборы в Ассамблею — парламент Турецкой Республики Северного Кипра.
Во время выборов правительство возглавлял премьер-министр Фаиз Суджуоглу из «Партии национального единства» (UBP). Кабинет министров Суджуоглу был сформирован в ноябре 2021 года и представлял собою коалиционное правительство меньшинства, в состав которого входили представители «Партии национального единства» (UBP) и «Демократической партии» (DP). Он функционировал как временное правительство до внеочередных выборов.
В результате выборов «Партия национального единства» получила 24 места в Ассамблее, на три больше по сравнению с предыдущими выборами 2018 года. Главная оппозиционная партия, «Республиканская турецкая партия», получила 18 мест, на шесть мест больше. «Демократическая партия» и «Народная партия» получили по три места, а «Партия Возрождения» — два. «Общественная демократическая партия» потеряла все свои места.

## Избирательная система
Пятьдесят членов Ассамблеи избираются по пропорциональной системе. В пяти многомандатных округах избирательный порог составляет 5 %. Избиратели могут голосовать за партийные списки или отдельных кандидатов. Если они выбрали последнее, то могут отдать столько же голосов, сколько мест в округе.

## Выборы
| Партия                            | Партия                                         | Голосов   | %     | Мест | +/-   |
| --------------------------------- | ---------------------------------------------- | --------- | ----- | ---- | ----- |
|                                   | «Партия национального единства»                | 1 971 400 | 39,54 | 24   | ↗ 3   |
|                                   | «Республиканская турецкая партия»              | 1 597 137 | 32,04 | 18   | ↗ 6   |
|                                   | «Демократическая партия»                       | 369 239   | 7,41  | 3    | 0     |
|                                   | «Народная партия»                              | 333 090   | 6,68  | 3    | ↘ 6   |
|                                   | «Партия Возрождения»                           | 318 763   | 6,39  | 2    | 0     |
|                                   | «Общественная демократическая партия»          | 220 610   | 4,42  | 0    | ↘ 3   |
|                                   | «Путь независимости»                           | 97 575    | 1,96  | 0    | Новая |
|                                   | «Партия социального освобождения «Новые силы»» | 329 497   | 1,54  | 0    | 0     |
|                                   | Независимые кандидаты                          | 827       | 0,02  | 0    | 0     |
| Всего                             | Всего                                          | 4 985 543 | 100   | 50   | 0     |
|                                   |                                                |           |       |      |       |
| Проголосовало избирателей         | Проголосовало избирателей                      | 117 421   | —     |      |       |
| Зарегистрировано избирателей/явка | Зарегистрировано избирателей/явка              | 203 792   | 57,62 |      |       |
| Источник: BRTK (тур.)             |                                                |           |       |      |       |

## Формирование правительства
8 февраля президент Эрсин Татар поручил Фаизу Суджуоглу сформировать правительство, на что у него было пятнадцать дней.
19 февраля Суджуоглу заявил, что была достигнута договоренность о формировании коалиционного правительства, состоящего из партий: «Партия национального единства», «Демократическая партия» и «Партия возрождения». В состав правительства должны были войти восемь министров от «Партии национального единства», тогда как «Демократическая партия» и «Партии возрождения» были представлены по одному представителю.
21 февраля он представил президенту список министров.
3 марта Ассамблея утвердила правительство 29 голосами против 20 при отсутствии одного члена «Республиканской турецкой партии».